# Municipio de Union (condado de Conway)
El municipio de Union (en inglés: Union Township) es un municipio ubicado en el condado de Conway en el estado estadounidense de Arkansas. En el año 2010 tenía una población de 740 habitantes y una densidad poblacional de 9,38 personas por km².

## Geografía
El municipio de Union se encuentra ubicado en las coordenadas 35°16′9″N 92°31′29″O / 35.26917, -92.52472. Según la Oficina del Censo de los Estados Unidos, el municipio tiene una superficie total de 78.87 km², de la cual 78,83 km² corresponden a tierra firme y (0,05 %) 0,04 km² es agua.

## Demografía
Según el censo de 2010, había 740 personas residiendo en el municipio de Union. La densidad de población era de 9,38 hab./km². De los 740 habitantes, el municipio de Union estaba compuesto por el 83,51 % blancos, el 14,05 % eran afroamericanos, el 0,41 % eran amerindios, el 0,95 % eran de otras razas y el 1,08 % eran de una mezcla de razas. Del total de la población el 2,7 % eran hispanos o latinos de cualquier raza.